# Eucelatoria
Eucelatoria är ett släkte av tvåvingar. Eucelatoria ingår i familjen parasitflugor.

## Dottertaxa tillEucelatoria, i alfabetisk ordning[1]
- Eucelatoria argenteus
- Eucelatoria armigera
- Eucelatoria aurata
- Eucelatoria aurea
- Eucelatoria aurescens
- Eucelatoria auriceps
- Eucelatoria australis
- Eucelatoria bigeminata
- Eucelatoria bryani
- Eucelatoria carinata
- Eucelatoria charapensis
- Eucelatoria cinefacta
- Eucelatoria cingulatus
- Eucelatoria claripalpis
- Eucelatoria comosa
- Eucelatoria cora
- Eucelatoria digitata
- Eucelatoria dimmocki
- Eucelatoria discalis
- Eucelatoria dissepta
- Eucelatoria dominica
- Eucelatoria elongata
- Eucelatoria elongatum
- Eucelatoria eucelatorioides
- Eucelatoria fasciata
- Eucelatoria ferox
- Eucelatoria ghanii
- Eucelatoria gladiatrix
- Eucelatoria guimaraesi
- Eucelatoria heliothis
- Eucelatoria hypodermica
- Eucelatoria jamaicensis
- Eucelatoria leucophaeata
- Eucelatoria longula
- Eucelatoria luctuosa
- Eucelatoria meridionalis
- Eucelatoria montana
- Eucelatoria nana
- Eucelatoria nigripalpis
- Eucelatoria obscurata
- Eucelatoria occulta
- Eucelatoria ocellaris
- Eucelatoria ordinaria
- Eucelatoria parkeri
- Eucelatoria physonotae
- Eucelatoria pollens
- Eucelatoria procincta
- Eucelatoria rivalis
- Eucelatoria robusta
- Eucelatoria rubentis
- Eucelatoria striolata
- Eucelatoria teffeensis
- Eucelatoria tenella
- Eucelatoria teutonia
- Eucelatoria texana
- Eucelatoria tinensis